# 本牧ブルース
「本牧ブルース」（ほんもくブルース）は1969年2月1日に発売されたザ・ゴールデン・カップスの楽曲である。

## 解説
作詞はなかにし礼、作曲は村井邦彦によるものである。グループ6枚目のシングルとして、前作の発売から2ヶ月後に発売された。ゴールデン・カップスの活動の拠点である横浜市本牧を歌ったものだが、歌詞中に「本牧」の言葉は含まれない。
B面は「4グラムの砂」（鈴木健・なかにし礼 作詞、村井邦彦 作曲）。
レコードジャケットには「遂に出た!横浜サウンド!!」と記されている。

## 収録曲
作曲・編曲：村井邦彦
1. 本牧ブルース(Honmoku Blues)　 
  - 作詞：なかにし礼
2. 4グラムの砂(Sand Of 4 Gramme)
  - 作詞：鈴木健・なかにし礼